# Catalán occidental

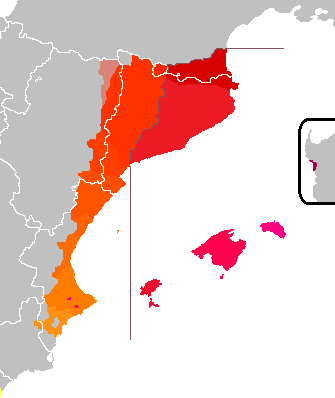
Catalán noroccidental
Valenciano

El bloque occidental del catalán/valenciano es el conjunto de dialectos de esta lengua hablados al oeste de Cataluña (casi toda la provincia de Lérida, oeste de Tarragona y Tierras del Ebro), en la Franja de Poniente, en Andorra, en la Comunidad Valenciana y El Carche (en el noreste de la Región de Murcia). La característica principal de estos dialectos, a diferencia del bloque oriental al que se contrapone, es la ausencia de neutralización en vocales átonas, es decir, ni el paso de a y e átonas a [ə], ni el de o átona a [u]. Esta variante dialectal no es el dialecto de referencia culta en Cataluña, pero sí lo es entre los hablantes de la Comunidad Valenciana.

## Características

### Fonética
Además de la no reducción del sistema vocálico átono, el mayor rasgo que diferencia el catalán occidental del oriental es que las e provenientes de las Ē (e larga) e Ǐ (i breve) tónicas del latín se pronuncian como [e] (e cerrada) (cadena [kaˈðena], alé [aˈle], què [ˈke]), mientras que en el catalán oriental es una [ɛ] (e abierta) o [ə] (vocal neutra) en estas palabras. También la vocal átona [e] puede reducirse a [a] delante de consonantes nasales y sibilantes: enveja [aɱˈvedʒa]/[amˈbeʒɛ], espill [asˈpiʎ], eixugar [ajʃuˈɣa(ɾ)].

### Morfología
- Mantenimiento del sonido [w] en los posesivos (meua, teua, seua).
- La x inicial o post-consonántica en [ʧ] (excepción Xàtiva, Xixona donde se realiza [ʃ]).
- Verbos incoativos en -ix, -ixen, -isca, etc.
- Cierto mantenimiento de la nasal en los plurales de antiguos proparoxítonos acabados en -n (hòmens, jóvens).
- Cierta presencia de [j] ante palatal sorda (caixa ['kajʃa]) en el dígrafo -ix-.
- El pronombre débil ens/-nos se convierte en mos en todas las posiciones.

### Léxico
Como en todos los idiomas, en catalán hay localismos, y algunos presentan una distribución que refleja más o menos la división entre los dos conjuntos dialectales. A veces la palabra occidental se halla también en el dialecto balear oponiéndose a un localismo propio del catalán oriental peninsular.
| Valenciano/Catalán Or. | Valenciano/Catalán Occ. | Aragonés      | Castellano |
| xai                    | corder                  | cordero       | cordero    |
| mirall                 | espill                  | espiello      | espejo     |
| encomanar              | apegar                  | apegar        | apegar     |
| gla                    | bellota                 | billota, glan | bellota    |
| bregar                 | agramar                 | agramar       | agramar    |
| lludrigó               | catxap                  | cachapo       | gazapo     |
| arada                  | aladre                  | aladro        | arado      |
| verola                 | pigota                  | picueta       | viruela    |
| llombrígol             | melic                   | melico        | ombligo    |
| nen                    | xiquet                  | nino          | niño       |

A veces el catalán occidental y el aragonés oriental (o por lo menos el aragonés ribagorzano) tienen rasgos que los diferencian del catalán oriental y del aragonés occidental.
| Castellano | Aragonés occidental | Aragonés oriental | Valenciano/Cat. occ. | Valenciano/Cat. or. |
| pájaro     | paixaro             | muixón            | moixó/pardal         | ocell               |

- Granera (escombra): escoba
- Palometa/paloma (papallona): mariposa

## Dialectos
En la siguiente tabla pueden verse los diferentes dialectos que componen este grupo, junto con los del resto del catalán.
Bloque dialectal occidental
- Catalán noroccidental: Pallarés · Ribagorzano (Patués) · Leridano
- Catalán occidental de transición: Valenciano de transición o tortosino · Matarrañés
- Valenciano: Valenciano castellonense · Apitxat o valenciano central · Valenciano meridional · Valenciano alicantino · Valenciano murciano (desaparecido)

Dialectos de transición entre bloques
- Xipella: Solsonés
- Salat de Tárbena y Vall de Gallinera
- Patuet (desaparecido)

Bloque dialectal oriental
- Catalán septentrional: Capcinés · Rosellonés · Septentrional de transición
- Catalán central: Salat o salado · Barcelonés · Tarragonés
- Balear o baleárico: Mallorquín (Sollerico · Pollencino · Argentino) · Menorquín (Oriental · Occidental · Floridano) · Ibicenco (Oriental · Occidental · Urbano)
- Alguerés

No clasificados
- Judeocatalán (desaparecido)

Jergas / pidgins mixtos
- Catañol